# Neil Lumsden
Pour les articles homonymes, voir Lumsden.
Neil James Lumsden, né le 19 décembre 1952 à London, est un homme politique provincial canadien de l'Ontario.
Il est député provinciale progressiste-conservateur de la circonscription ontarienne de Hamilton-Est—Stoney Creek depuis 2022.
Il est aussi un joueur professionnel de football canadien qui a évolué avec les Argonauts de Toronto (1976-1978), les Tiger-Cats de Hamilton (1978-1979) et les Eskimos d'Edmonton (1980-1985) dans la Ligue canadienne de football.

## Biographie
Né à London en Ontario, Lumsden s'initie au football à la Northern Secondary School (en) et à la Crescent School (en) de Toronto. En 1975, il remporte la coupe Vanier avec les Gee-Gees de l'université d'Ottawa. 
Durant sa carrière de footballeur, il remporte la coupe Grey avec les Eskimos d'Edmonton de 1980 à 1982. Il est intronisé au Temple de la renommée du football canadien en 2014.
Retraité du football, il prend la direction de Drive Marketing, une firme de marketing sportif et une division de la OK&D Marketing Group de Burlington

## Politique
Élu en 2022, il entre au conseil de ministre à titre de ministre du Tourisme, de la Culture et des Sports en juin 2022.

## Vie personnelle
Son fils, Jesse Lumsden, est aussi un joueur de football canadien ayant évolué avec les Tiger-Cats de Hamilton, les Eskimos d'Edmonton et les Stampeders de Calgary avant de se retiré en 2011. Il est maintenant membre de l'Équipe olympique canadienne de bobsleigh.